# 阿里山尾尖叶柃
阿里山尾尖叶柃（学名：Eurya acuminata var. arisanensis）为山茶科柃木属下的一个变种。

## 扩展阅读
- 維基物種上的相關：阿里山尾尖叶柃